# Melinaea polymnia
Melinaea polymnia är en fjärilsart som beskrevs av Aurivillius 1882. Melinaea polymnia ingår i släktet Melinaea och familjen praktfjärilar. Inga underarter finns listade i Catalogue of Life.